# Ahmed Barman
Ahmed Barman Ali Barman Al Hamoudi, meglio noto come Ahmed Barman (in arabo أحمد برمان‎?; Dibā, 5 febbraio 1994), è un calciatore emiratino, centrocampista dell'Al-Ain e della nazionale emiratina.

## Palmarès

### Club

#### Competizioni nazionali
- UAE Arabian Gulf League: 4 :

Al-Ain:2012-2013, 2014-2015,  2017-2018, 2021-2022
- UAE Arabian Gulf Cup: 1 :

Al-Ain: 2021-2022
- Coppa del Presidente degli Emirati Arabi Uniti: 2 :

Al-Ain: 2013-2014, 2017-2018
- UAE Super Cup: 2 :

Al-Ain: 2012,  2015

#### Competizioni internazionali
- AFC Champions League: 1

Al-Ain: 2023-2024